# Szent Platón
Szakkudioni Szent Platón (ógörögül: Πλάτων τῆς Μονῆς τῶν Σακκουδίων Platón tész Monész tész Szakkoudión), (735/740 k. – 814. április 5.) görög szerzetes. Kora legnagyobb szerzetes-egyéniségének tartották.

## Élete
Platón Konstantinápolyban született gazdag és tekintélyes családban. A 747-es pestisjárványban szülei meghaltak, őt pedig nagybátyja, a császári kincstárnok nevelte ezután. Platón fiatalon szétosztotta vagyonát, búcsút vett a császárvárostól, és az egyik Olümposzi monostor szerzetese, majd hegumenje lett. 780 körül váratlanul ismét megjelent Konstantinápolyban, s onnan magával vitte sógorát, három unokaöccsét és három másik rokonát. Az Olümposzon Nagy Szent Vazul regulája alapján rendezték be életüket. Platón különösen nagy figyelmet fordított Theodórosz nevű unokaöccse képzésére, akit – bár ellenállt – 787-ben pappá szenteltetett.
795-ben a fiatal VI. Kónsztantinosz bizánci császár elűzte magától hitvesét, Örmény Máriát – és feleségül vette Platón és Theodórosz közeli rokonát, Theodotát. Platón és unokaöccse tiltakoztak a házasság ellen. A császár mindkettőjüket elfogatta, monostorukat feldúlatta és a közösséget szétszóratta. Néhány hónap múlva felkelés tört ki, a császárt megvakították, Platónék pedig hazatérhettek és helyreállíthatták monostorukat.
Nemsokára, egy váratlan arab támadás miatt a fővárosban kerestek menedéket. Eiréné császárnő a Keresztelő Szent Jánosról nevezett monostort ajánlotta fel nekik, amit Sztudiosz szenátor alapított 462-ben. Platón és Theodrósz közösen szervezték a monostort életét, melyben kiemelkedő helyet biztosítottak a Biblia és az egyházatyák tanulmányozásának. Maga Platón és unokaöccse is írtak és másoltak szövegeket.
808-ban újabb vihar tört ki, ezúttal a pátriárkaválasztás körül. Mivel Theodórosz tiltakozott Niképhorosz császár méltatlan jelöltje ellen, őt és Platónt elfogták, bíróság elé állították, majd száműzték, a Sztudion monostor hűséges tagjaival együtt. Platón egy ciszternához hasonló cellában raboskodott, immár betegen, ellenséges érzelmű szerzetesek felügyelete alatt. A kegyetlen fogságnak Niképhorosz 811-es halála vetett véget, Platón hazatérhetett és 814-ben halt meg.

### Erényei
Életét az unokaöccse által mondott halotti beszédből ismerjük. Theodórosz Platón alapvető erényét a mindenről való teljes lemondásban látta. Platón keményen bírálta azokat az urakat, akik monostorokat alapítottak, hogy aztán abban uralkodjanak.
Kolostorba lépésekor Platón ezt mondta mesterének: "Felajánlok neked mindent: értelmemet, testemet, akaratomat. Bánj velem rabszolgaként, mindenben engedelmeskedem." (PG 99, 812a) Böjtölt, virrasztott, vezekelt, de elsősorban az engedelmességet és gondolata (lelkiismerete) feltárását gyakorolta, "ami által a lélek megvilágosodik és az akarat megtagadja önmagát." (PG 99, 812d) Rendkívül gyorsan és kitartóan dolgozott, s engedelmességből készséggel vállalt bármilyen feladatot.